# Ostrów Tumski we Wrocławiu
Ostrów Tumski (niem. Dominsel) – najstarsza, zabytkowa część Wrocławia, która powstała na ówczesnej wyspie na obszarze przepraw na Odrze w okolicy ujścia rzeki Oławy. Rzeka, rozgałęziając się na liczne odnogi, utworzyła tu wyspy (w języku staropolskim ostrowy). Obecnie Ostrów Tumski nie jest już wyspą.

## Historia
Wykopaliska archeologiczne pozwoliły ustalić, że najwcześniej zamieszkany był w okolicy od kościoła św. Marcina do kościoła św. Krzyża. Pierwszy drewniany kościół św. Marcina w XI w. pełnić miał rolę książęcej kaplicy. Otaczał ją system warownych umocnień. W sposób naturalny broniła go Odra, która jednocześnie stanowiła drogę komunikacyjną i dostarczała jego mieszkańcom pożywienia. Ostrów Tumski liczył w tym czasie ok. 1500 mieszkańców.
Stanowiący siedzibę pierwszych Piastów gród na Ostrowie Tumskim założony został prawdopodobnie w X stuleciu. Zbudowana z drewna i otoczona drewniano-ziemnym wałem konstrukcja nie posiadała początkowo elementów murowanych, a pierwszym wzniesionym z trwałego budulca gmachem była kaplica pod wezwaniem św. Marcina. Powstała ona przypuszczalnie na początku XI wieku, a od wieku XII należała do opactwa na Ołbinie. Wschodnia część wyspy już wtedy należała do biskupa wrocławskiego, na początku XI wieku zbudowano pierwszą katedrę, która zastąpiła znajdujący się tam wcześniej niewielki kościół.
Prawdopodobnie w 1163, gród zbrojnie najechał powracający z wygnania Bolesław Wysoki – wnuk Bolesława Krzywoustego, który po dwukrotnej ucieczce z odzyskanej dzielnicy i ustabilizowaniu się sytuacji politycznej na Śląsku wybrał to miejsce na swoją nową siedzibę. Najwcześniej w roku 1166 rozpoczął on zastępowanie drewnianej zabudowy murowaną, formując – przy wykorzystaniu warsztatu cysterskiego z Lubiąża – romańską rezydencję, składającą się z domu biskupiego, pałacu książęcego, ośmiobocznej kaplicy z absydami (tzw. relikwiarzowej), zabudowań opactwa oraz osiemnastobocznej kaplicy, zwanej dworską kaplicą romańską. Wszystkie budynki wzniesione zostały z cegły i usytuowane były tuż przy drewniano-ziemnym wale zapewniającym obronność założenia.
Na początku XIII wieku powstała jedna z najstarszych budowli na Ostrowie Tumskim, czyli kościół pw. św. Idziego oraz kościół pw. św. Marcina. 

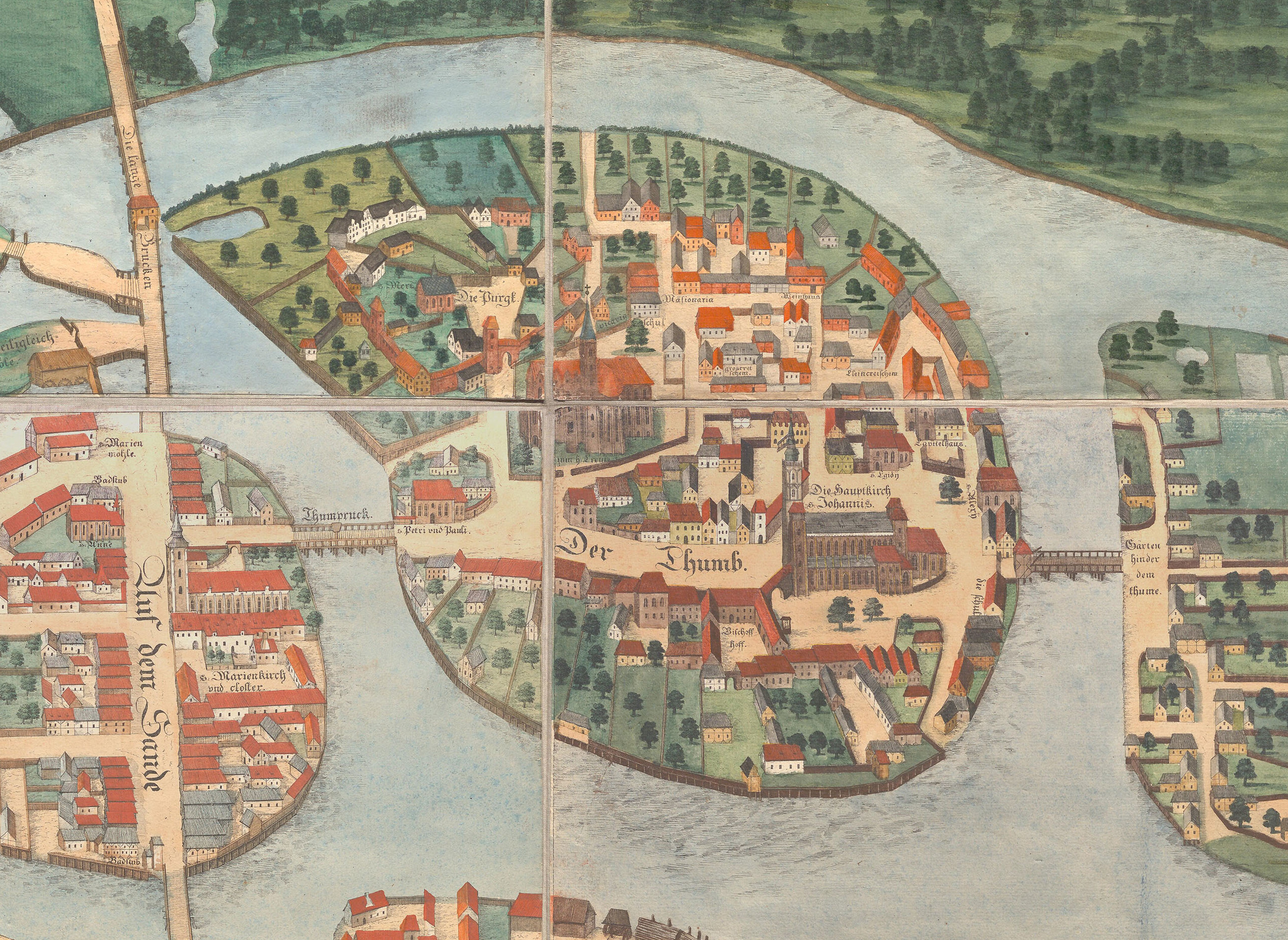
Aksonometryczny plan Wrocławia z 1562, kopia Partscha z 1826 r.

Pod koniec XIII w. nastąpiła dalsza rozbudowa grodu, który stał się zamkiem, w ten sposób, że w miejsce splantowanego wału wzniesiono mur obronny, posiadający co najmniej dwie wieże. Osiemnastoboczną kaplicę zastąpiono nową, ośmioboczną aulą, a w południowej części rozpoczęto budowę dwu- lub trójkondygnacyjnej kaplicy grobowej pod wezwaniem NMP (obecny kościół św. Marcina). Niedługo po śmierci Henryka IV Probusa zamek stracił swoją pozycję głównej siedziby książęcej, a kolejni władcy: Henryk V Brzuchaty, Bolko I Surowy oraz Henryk VI Dobry częściej korzystali z rezydencji na lewym brzegu Odry. Ostatni wystawiony tutaj dokument pochodzi z 1311 roku (następnie obiekt wzmiankowany jest jeszcze w roku 1376 – w związku z pobytem w nim nuncjusza papieskiego – z określeniem in antiquo castro, czyli w starym zamku).
W roku 1315 cały Ostrów Tumski sprzedany został władzom kościelnym i od tego czasu jurysdykcja świecka przestała na wyspie obowiązywać, z czego nierzadko korzystali ci, którzy naruszyli prawo świeckie na terenie Wrocławia. Przejawem swoistych praw obowiązujących na Ostrowie Tumskim był obowiązek zdejmowania nakrycia głowy już przy wejściu na most Tumski (obecny, żelazny, stoi na miejscu średniowiecznego, drewnianego), gdzie stał słup graniczny małego „państwa kościelnego”. Obowiązek ten dotyczył również głów koronowanych.
W 1382 król czeski Wacław IV wysunął pomysł budowy na Ostrowie nowego zamku królewskiego o dwóch wieżach, z grubymi murami i fosą. Projekt upadł, a Ostrów Tumski stał się odtąd ośrodkiem władzy biskupiej, gdzie warownia służyła jedynie za siedzibę dla kleru kolegiackiego. Niepotrzebny nikomu zamek zburzono ostatecznie na przełomie XV i XVI wieku. W aktualnym ukształtowaniu Ostrowa obiekt znajdował się po obu stronach obecnej ulicy św. Marcina (przebitej w poł. XIX w.), nieco na zachód od kościoła św. Krzyża.

Ostrów Tumski, poza prowadzącym na wyspę Piasek mostem Tumskim, miał połączenie z prawym brzegiem Odry poprzez most Za Katedrą (przez jakiś czas zwodzony), w miejscu obecnego pl. Katedralnego. Po 1807, gdy wyburzano fortyfikacje Wrocławia, przy okazji likwidacji części fos zasypano również odnogę Odry dzielącą Ostrów od Szczytnik i Ołbina – odtąd pozostał wyspą („ostrowem”) jedynie z nazwy. Reliktem zasypanego koryta rzeki jest staw w Ogrodzie Botanicznym. W czasie II wojny światowej Ostrów doznał znacznych zniszczeń, z dużych obiektów jedynie kościół św. Krzyża przetrwał stosunkowo mało uszkodzony. Cztery domy po północnej stronie ul. Katedralnej (nr 10, 12, 14 i 16) odbudowano dopiero na przełomie lat 70. i 80. XX w. na podstawie projektu Edmunda Małachowicza. Z południowej części terenu pozamkowego usunięto natomiast całą zabudowę poza kościołem św. Marcina, eksponując pozostałości murów zamkowych.

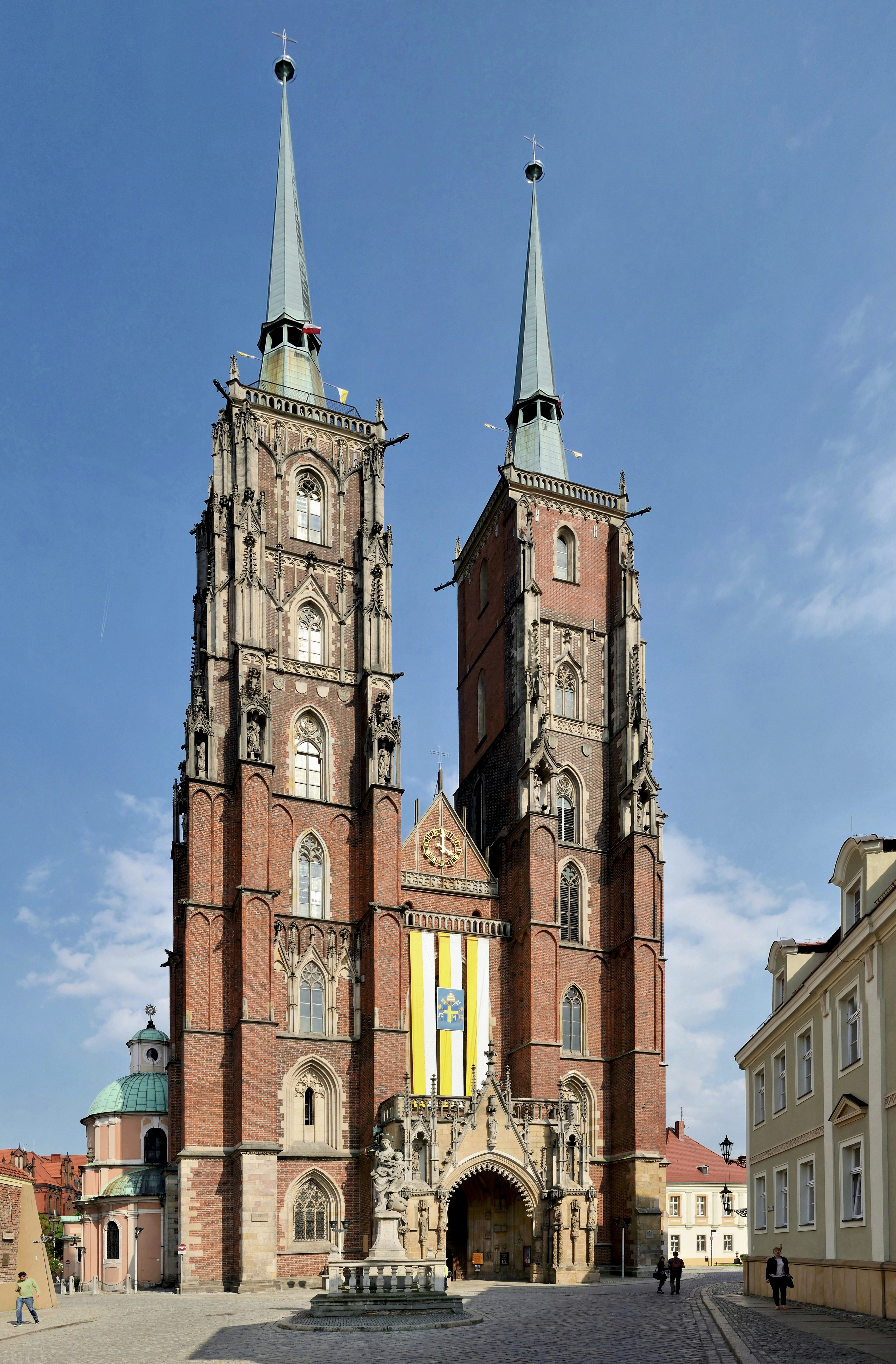
Archikatedra wrocławska na Ostrowie Tumskim

Na Ostrowie Tumskim czasowo pomieszkiwał Mikołaj Kopernik, który w latach 1503–1538 był scholastykiem wrocławskiego kościoła św. Krzyża. 
W roku 1766 Giacomo Casanova podczas wizyty we Wrocławiu mieszkał u księdza Bastianiego na Ostrowie Tumskim.

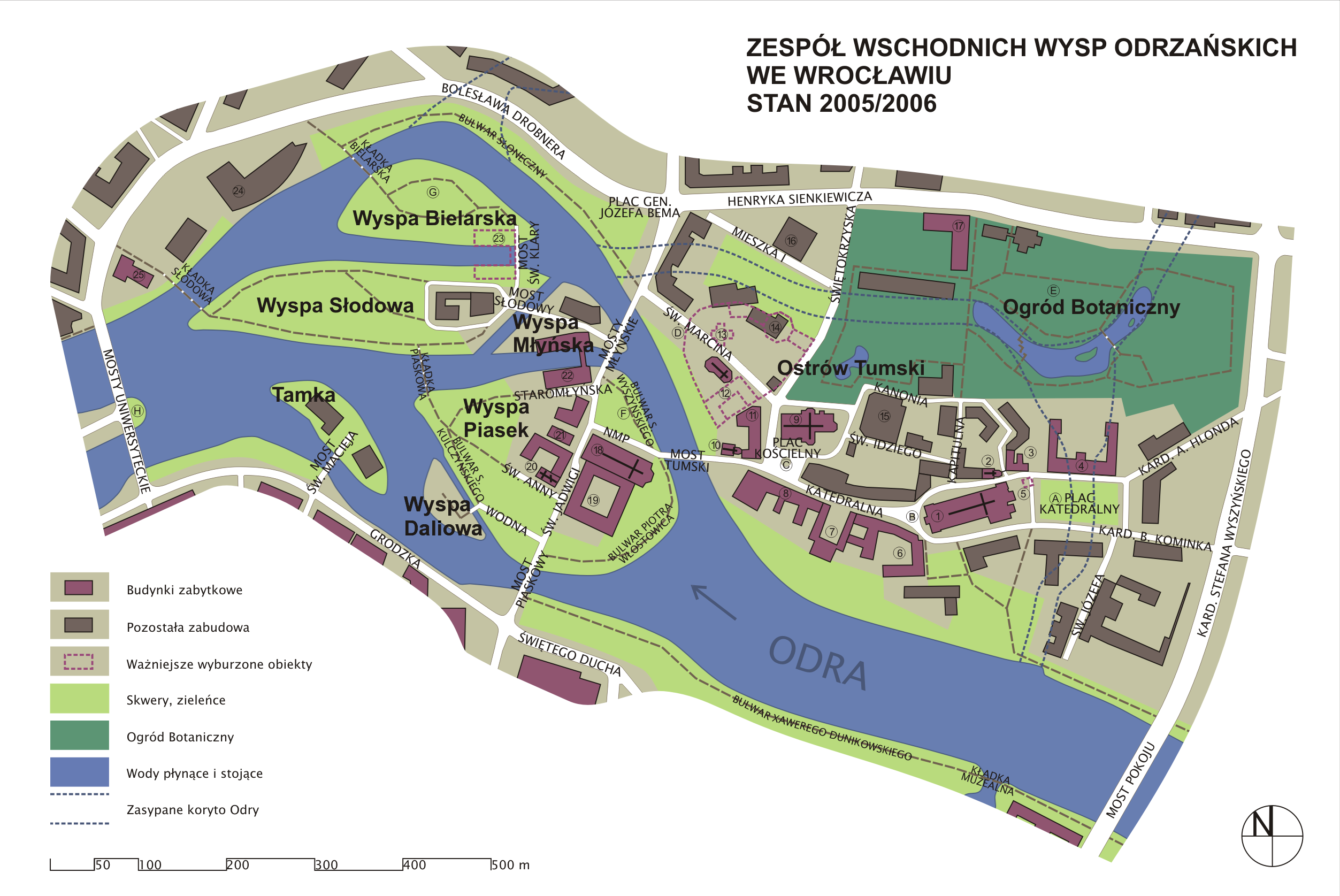
Odra, wyspy odrzańskie i Ostrów Tumski

## Galeria

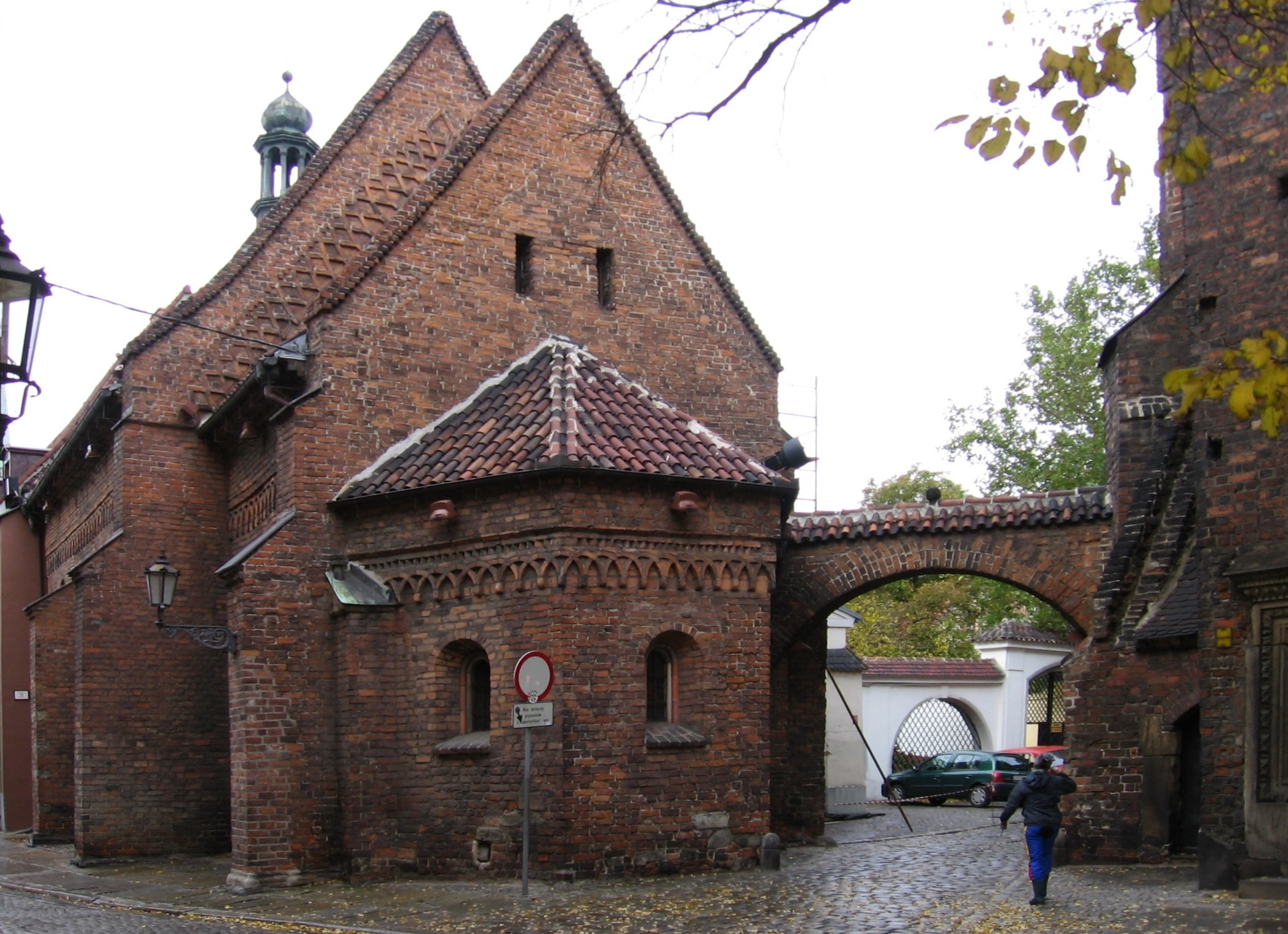
Kościół św. Idziego – najstarsza zachowana budowla Ostrowa Tumskiego
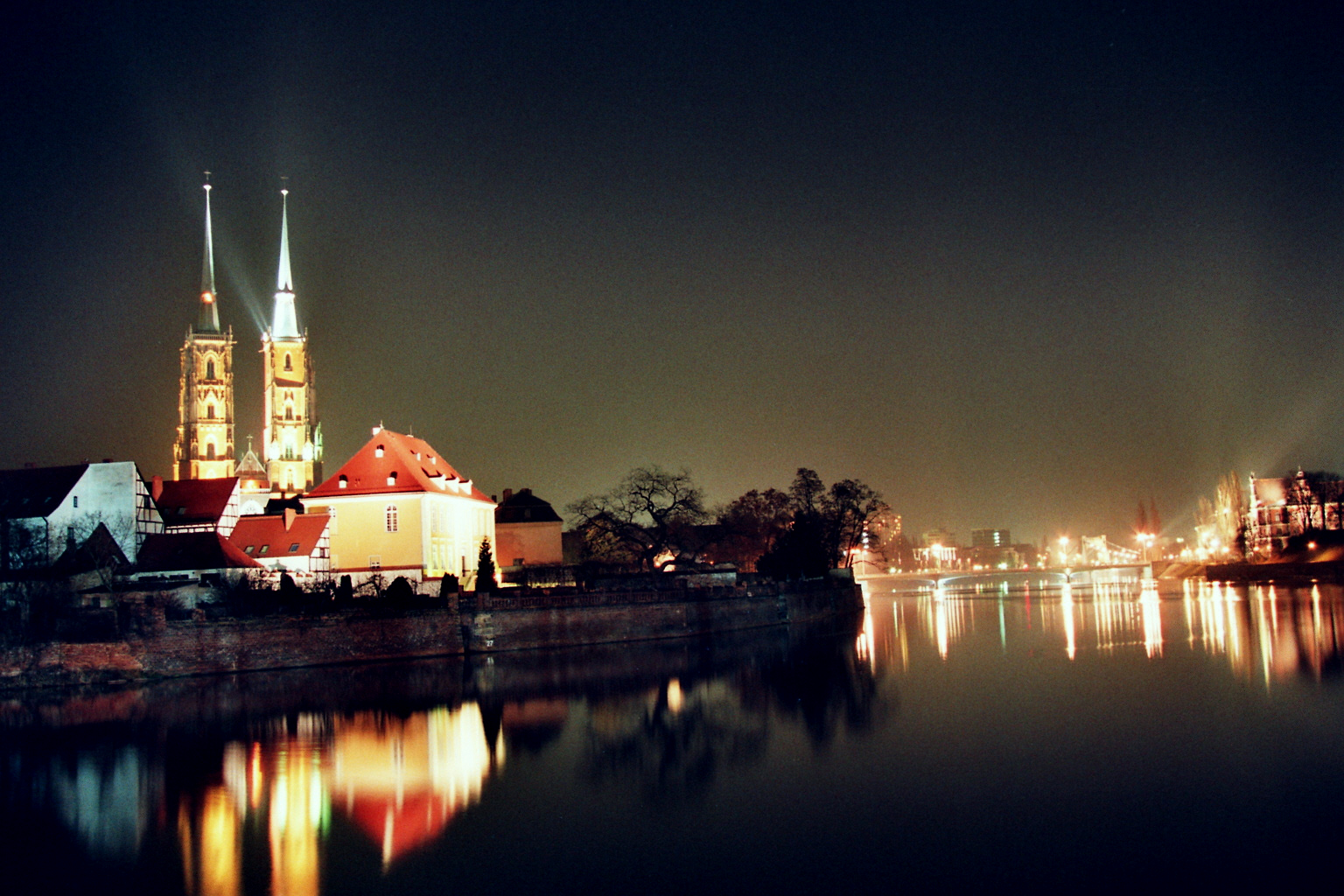
Ostrów Tumski (z lewej) i Odra
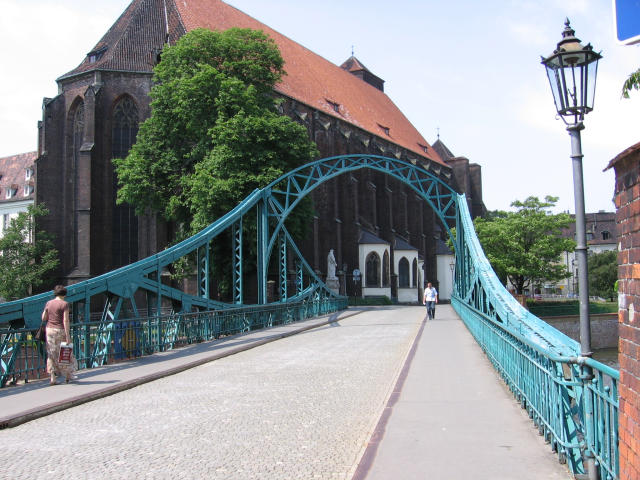
Most Tumski – w tle wyspa Piasek i Kościół NMP
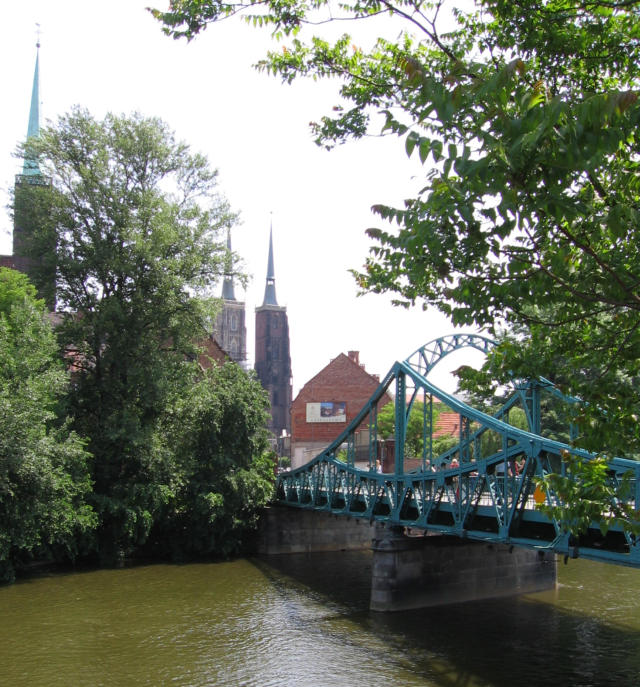
Most Tumski – w tle Ostrów Tumski i archikatedra wrocławska
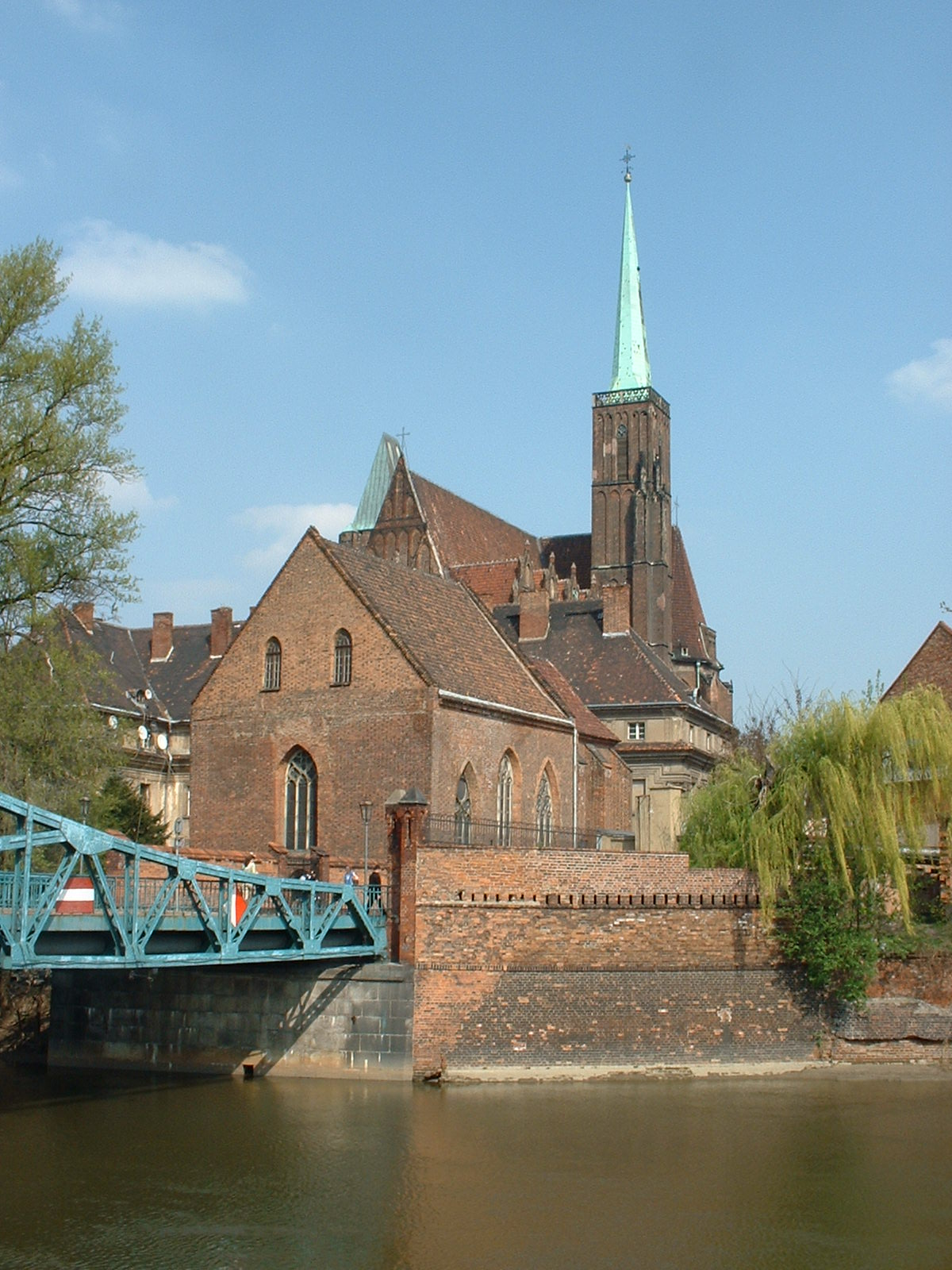
Kolegiata Świętego Krzyża i św. Bartłomieja
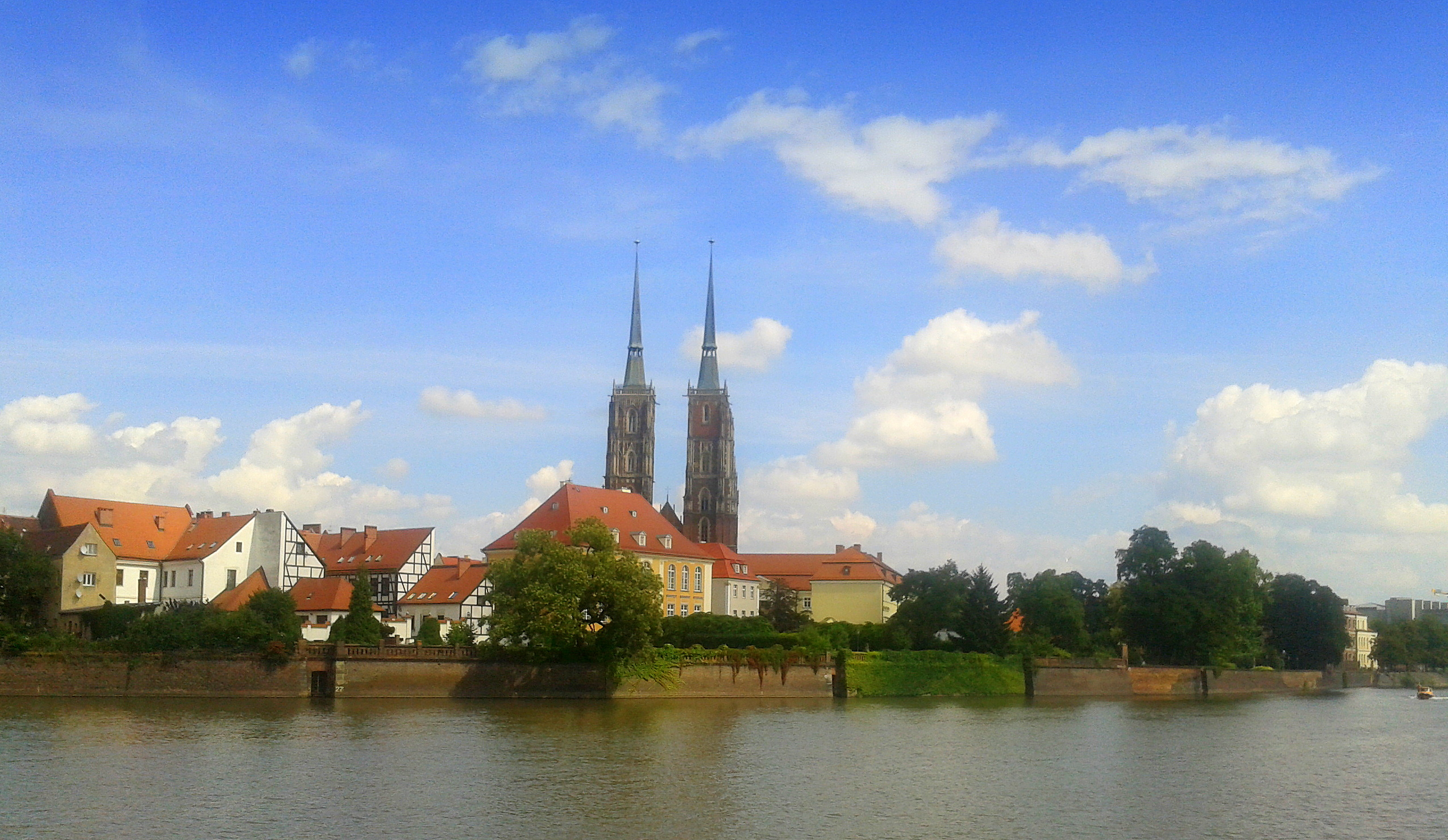
Ostrów Tumski widziany z Bulwaru Piotra Włostowica
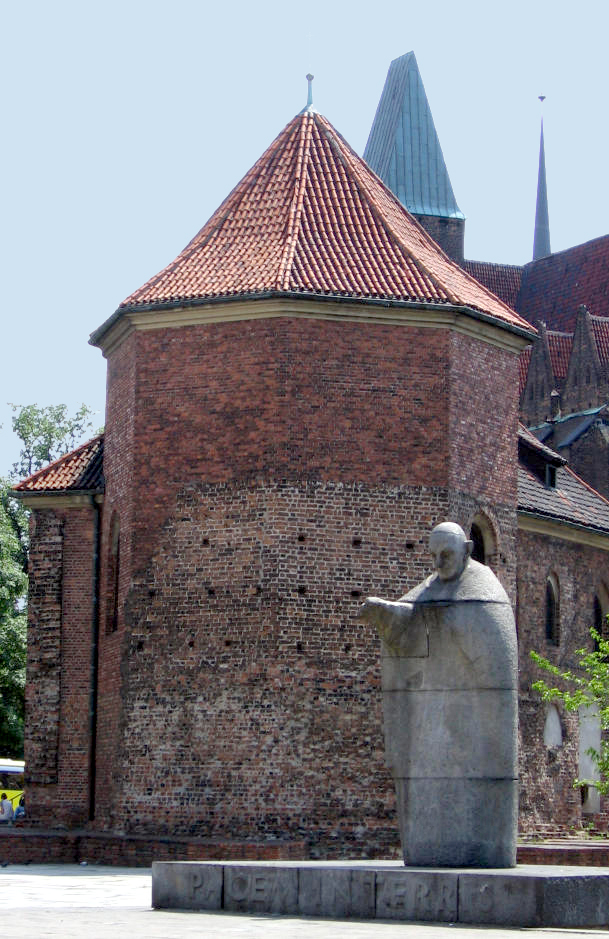
Pomnik papieża Jana XXIII
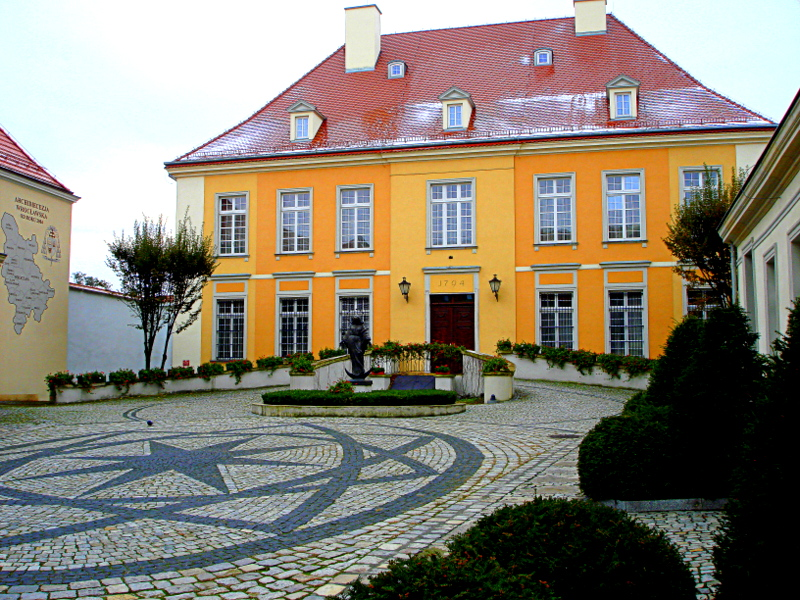
Pałac arcybiskupi
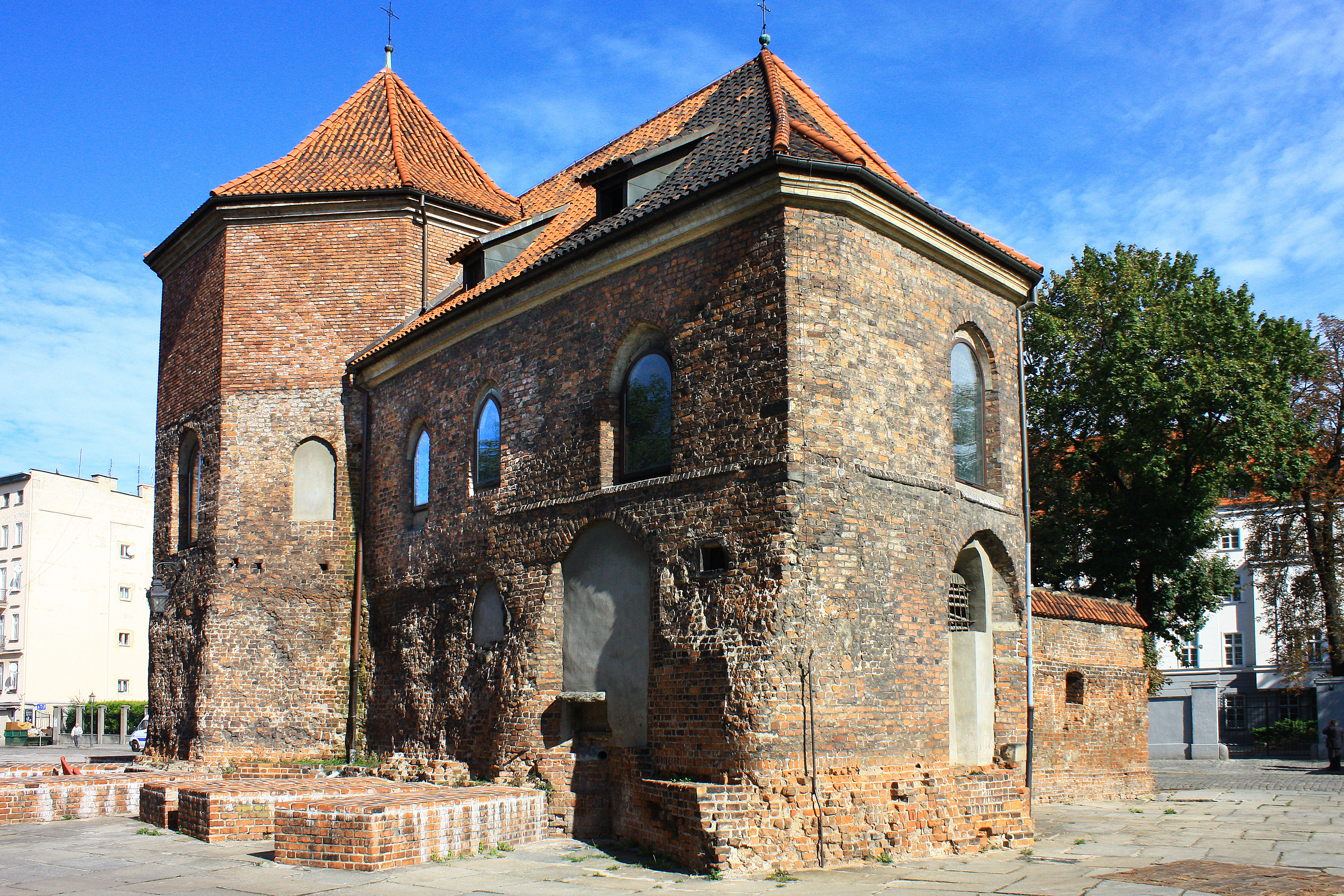
Kościół św. Marcina
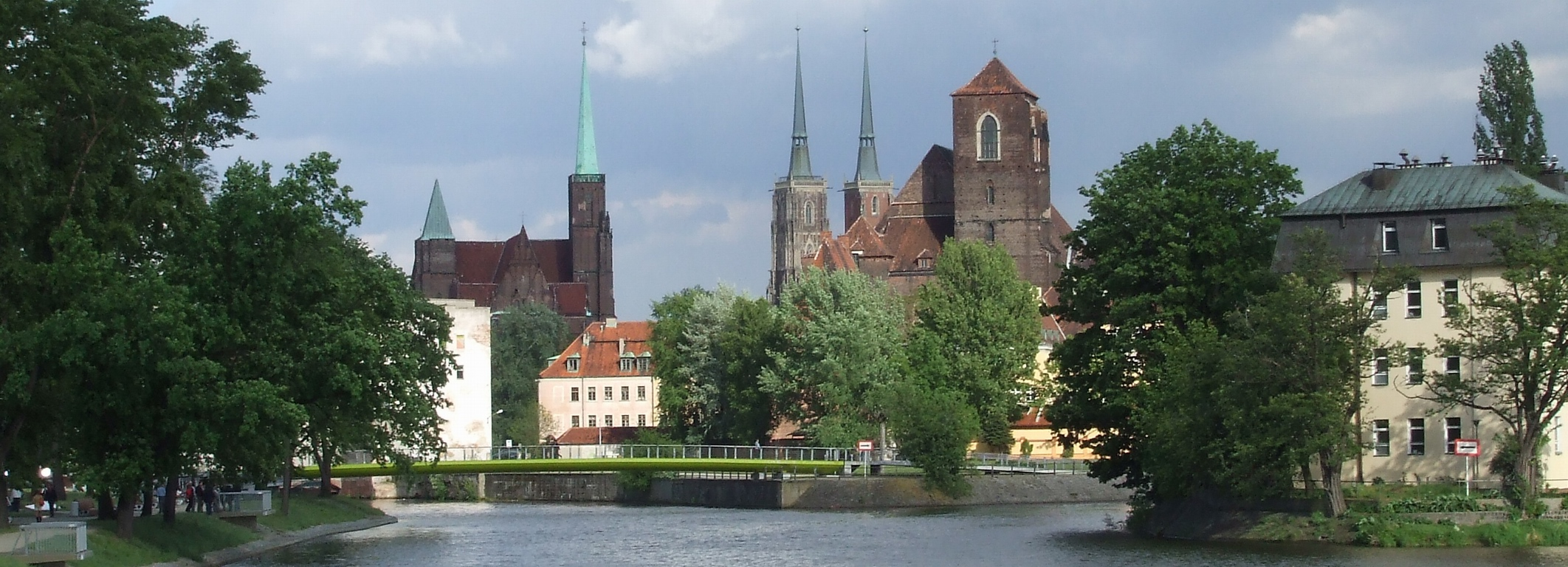
Ostrów Tumski od strony Mostu Uniwersyteckiego
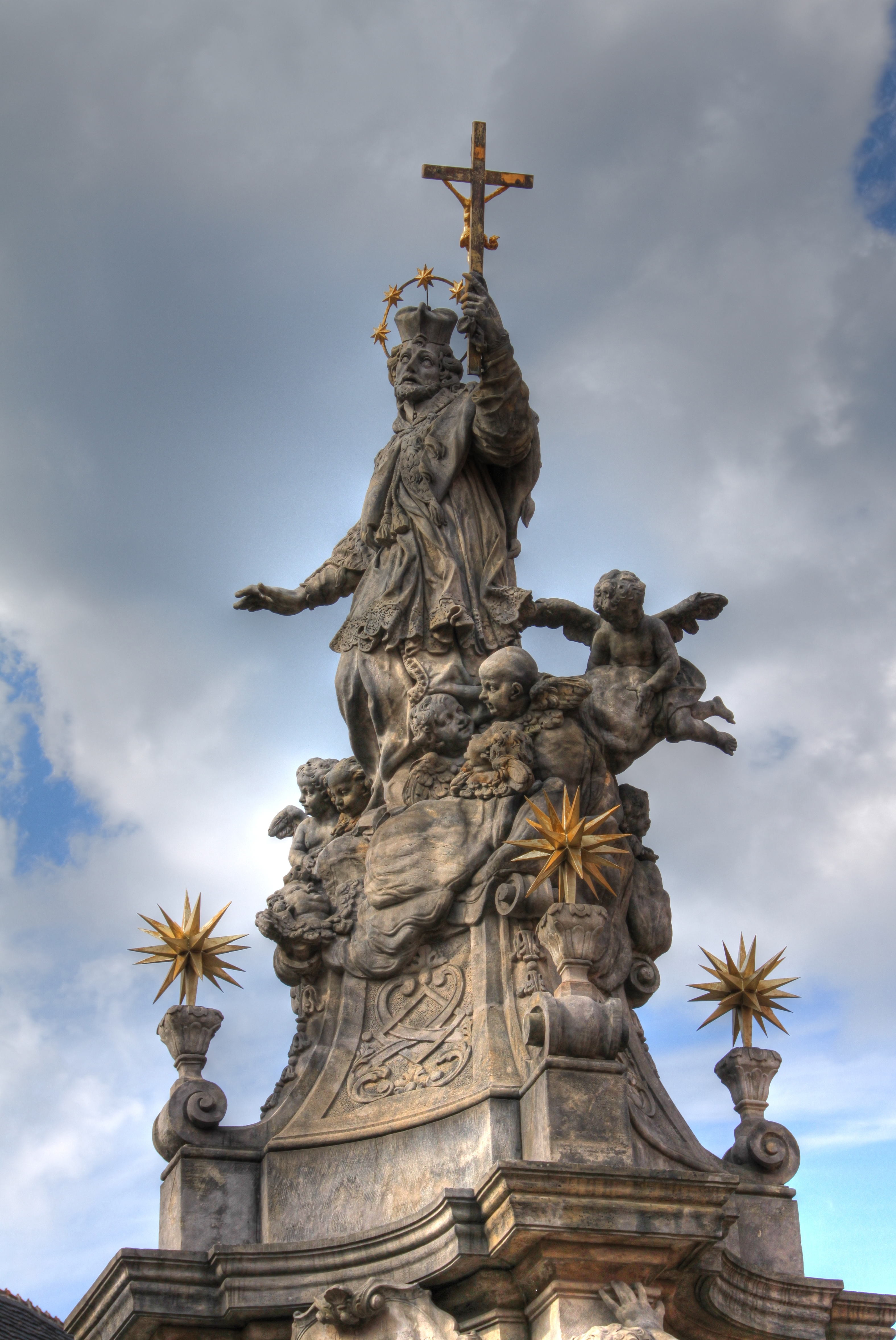
Pomnik św. Jana Nepomucena na Ostrowie Tumskim
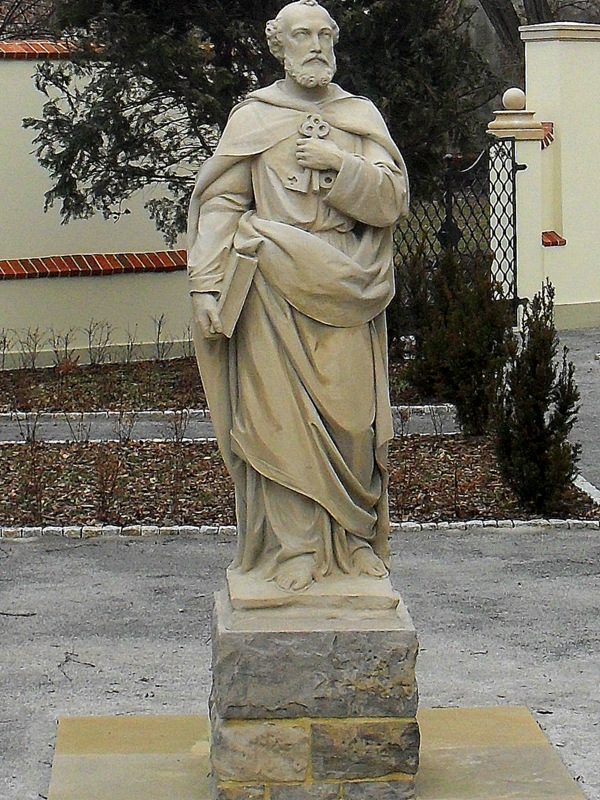
Figura św. Piotra w ogrodzie kościoła pw. śś Piotra i Pawła